# Pukanec
Pukanec és un poble i municipi d'Eslovàquia que es troba a la regió de Nitra, al sud-oest del país. La primera menció escrita de la vila es remunta al 1075.

## Demografia
| Godina             | 1994 | 2004   | 2014   | 2024   |
| ------------------ | ---- | ------ | ------ | ------ |
| Nombre de persones | 2178 | 2067   | 1925   | 1742   |
| Diferència         |      | −5,09% | −6,86% | −9,50% |

| Godina             | 2023 | 2024   |
| ------------------ | ---- | ------ |
| Nombre de persones | 1765 | 1742   |
| Diferència         |      | −1,30% |